# Perizoma costiguttata
Perizoma costiguttata là một loài bướm đêm trong họ Geometridae.